# Złącze RCA

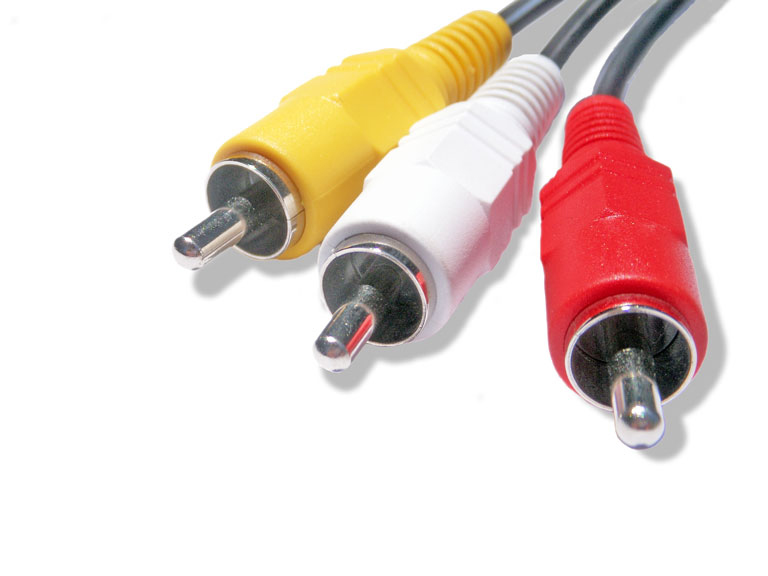
Wtyki RCA dla Composite video i audio stereo

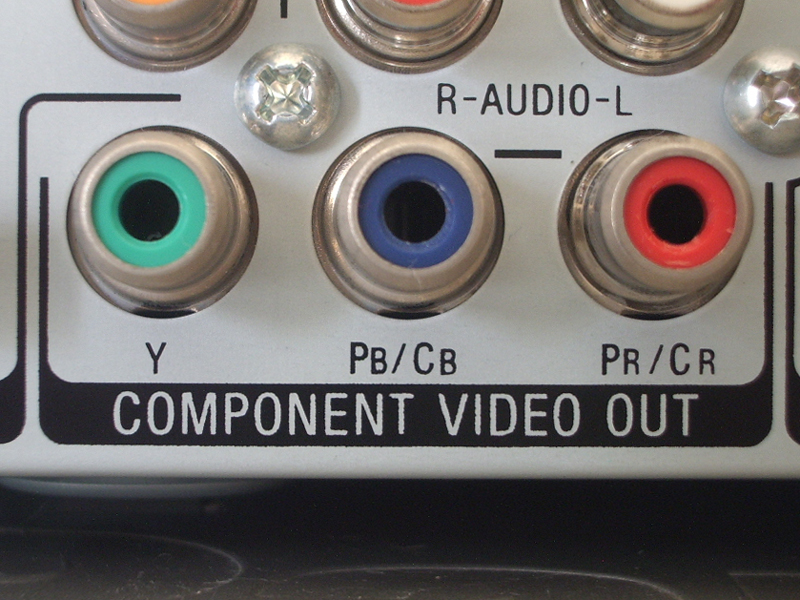
Gniazda złącz RCA

Złącze RCA (złącze AV) (złącze cinch, wym. /sɪntʃ/ⓘ) – złącze elektroniczne używane w urządzeniach elektrycznych elektroniki konsumenckiej np. amplituner, magnetowid, gramofon, magnetofon.
RCA jest skrótowcem od Radio Corporation of America, która wprowadziła to złącze na rynek w latach czterdziestych dwudziestego wieku, by umożliwić połączenie gramofonów typu mono ze wzmacniaczami elektroakustycznymi. Słowo cinch pochodzi od hiszpańskiego słowa cincha, które oznacza popręg. Złącze ma centralnie usytuowany pin sygnałowy, a na zewnątrz masę.
Połączenie korzysta z sygnałów niesymetrycznych, a przy większych długościach podatne jest na zakłócenia elektromagnetyczne. Można je w pewnym stopniu zniwelować stosując wysokiej klasy ekranowane kable koncentryczne.

## Kolory stosowane w oznaczeniach
| Dźwięk analogowy                       | Lewy/Mono                | Biały lub Czarny    |  |  |
| Dźwięk analogowy                       | Prawy                    | Czerwony            |  |  |
| Dźwięk analogowy                       | Środek                   | Zielony             |  |  |
| Dźwięk analogowy                       | Lewy surround            | Niebieski           |  |  |
| Dźwięk analogowy                       | Prawy surround           | Szary               |  |  |
| Dźwięk analogowy                       | Tylny lewy surround      | Brązowy             |  |  |
| Dźwięk analogowy                       | Tylny prawy surround     | Jasny brązowy       |  |  |
| Dźwięk analogowy                       | Głośnik basowy           | Purpurowy           |  |  |
| Dźwięk cyfrowy                         | S/PDIF                   | Pomarańczowy/czarny |  |  |
| Composite video                        | Composite                | Żółty               |  |  |
| Analogowe Component video (YPbPr)      | Y                        | Zielony             |  |  |
| Analogowe Component video (YPbPr)      | Pb                       | Niebieski           |  |  |
| Analogowe Component video (YPbPr)      | Pr                       | Czerwony            |  |  |
| Analogowe Component video/VGA (RGB/HV) | R                        | Czerwony            |  |  |
| Analogowe Component video/VGA (RGB/HV) | G                        | Zielony             |  |  |
| Analogowe Component video/VGA (RGB/HV) | B                        | Niebieski           |  |  |
| Analogowe Component video/VGA (RGB/HV) | H/Synchronizacja pozioma | Żółty               |  |  |
| Analogowe Component video/VGA (RGB/HV) | V/Synchronizacja pionowa | Biały               |  |  |